# Twin
Twin é uma série de televisão drama policial norueguesa que estreou em 27 de outubro de 2019 na emissora pública NRK, de propriedade do governo. A série foi criada, escrita e dirigida por Kristoffer Metcalfe e estrelado por Kristofer Hivju como Erik e Adam. A série estreou no festival Series Mania em Lille em março de 2019.

## Sinopse
Erik e Adam são gêmeos idênticos, vivendo vidas completamente diferentes. Erik é um surfista sem dinheiro, Adam é de uma família de sucesso e empresário. Quando Erik procura seu irmão pela primeira vez em 15 anos, uma briga termina com a esposa de Adam, Ingrid, matando Adam acidentalmente. Para evitar ser preso por assassinato e salvar a família de seu irmão, Erik assume a identidade de Adam. Seu maior desafio não é evitar ser pego, mas fingir ser alguém que não é.

## Elenco
- Kristofer Hivju como Adam & Erik
- Rebekka Nystabakk como Ingrid Williksen
- Mathilde Holtedahl Cuhra como Karin Williksen
- Gunnar Eiriksson como Frank
- Nanna Blondell como Mary
- Vebjørn Enger como Erik (jovem)
- Sigrid Erdal como Ingrid (jovem)
- Ellen Birgitte Winther como Margrete
- Kingsford Siayor como Sander
- Øyvind Samuel Palerud como Fredrik Wiliksen
- John Sigurd Kristensen como Alfred Wiliksen
- Sigurd Kornelius Lakseide como Glenn
- Sara Daldorff Kanck como Vilde
- Marlon Langeland como Lukas
- Ingri Arthur como Sara
- Kim Sørensen como Thomas
- Trude-Sofie Anthonsen como Johanne
- Torstein Bjørklund como Henrik
- Fanny Bjørn como Mille
- Milla Fischer-Yndestad como Tone
- Aslag Guttormsgaard como Jakob
- Rebekka Robinson Gynge como Grete
- Trond Halbo como Agente funerário
- Svein Harry Hauge como Hugo
- Ingrid Jerstad como Josefine
- John Emil Jørgensrud como Trond
- Tom Krane como Jesper 2
- Jan Olav Larssen como Vizinho de Barco
- Hæge Manheim como esposa de Viktor
- Lena Meieran como Randi
- Torunn Meyer como Empregado #1
- Franklin Mukadi como Jesper
- Camilla Steine Munk como Mãe
- Øyvind Rørtveit como Roger
- Ragna Schwenke como Edel
- Maja Skogstad como Janet
- Kaveh Tehrani como Doutor
- Jason Turner como Jornalista
- Bjørn Isak Winther como Garotinho